# Jan Kazimierz Kretkowski
Jan Kazimierz Kretkowski herbu Dołęga (zm. 11 listopada 1676) – deputat na Trybunał Główny Koronny w 1672 roku z województwa malborskiego.